# Sör-Koltjärnen
Sör-Koltjärnen är en sjö i Sollefteå kommun i Ångermanland och ingår i Ångermanälvens huvudavrinningsområde. Sjöns area är 0,032 kvadratkilometer och den befinner sig 310 meter över havet.